# ران (تصوف)
الرَّانُ عند الصوفية هو طبقة عازلة تكسو القلب وتمنع الأسرار والأنوار والمعارف من التأثير فيه.

## الران في القرآن
ذكر القرآن فعل الران مرة واحدة في قول الله :
- سورة المطففين: ﴿كَلَّا بَلْ رَانَ عَلَى قُلُوبِهِمْ مَا كَانُوا يَكْسِبُونَ ۝١٤﴾ [المطففين:14].(1)

إلا أن معنى الران قد جاء بعدة ألفاظ مجاورة (أكنة، غلاف، حائل، حجاب) في آيات أخرى من القرآن الكريم.
- الحائل:
  - سورة الأنفال: ﴿يَا أَيُّهَا الَّذِينَ آمَنُوا اسْتَجِيبُوا لِلَّهِ وَلِلرَّسُولِ إِذَا دَعَاكُمْ لِمَا يُحْيِيكُمْ وَاعْلَمُوا أَنَّ اللَّهَ يَحُولُ بَيْنَ الْمَرْءِ وَقَلْبِهِ وَأَنَّهُ إِلَيْهِ تُحْشَرُونَ ۝٢٤﴾ [الأنفال:24].(2)
- الغلاف:
  - سورة البقرة: ﴿وَقَالُوا قُلُوبُنَا غُلْفٌ بَلْ لَعَنَهُمُ اللَّهُ بِكُفْرِهِمْ فَقَلِيلًا مَا يُؤْمِنُونَ ۝٨٨﴾ [البقرة:88].(3)
  - سورة النساء: ﴿فَبِمَا نَقْضِهِمْ مِيثَاقَهُمْ وَكُفْرِهِمْ بِآيَاتِ اللَّهِ وَقَتْلِهِمُ الْأَنْبِيَاءَ بِغَيْرِ حَقٍّ وَقَوْلِهِمْ قُلُوبُنَا غُلْفٌ بَلْ طَبَعَ اللَّهُ عَلَيْهَا بِكُفْرِهِمْ فَلَا يُؤْمِنُونَ إِلَّا قَلِيلًا ۝١٥٥﴾ [النساء:155].(4)
- الكِنان (أَكِنَّة):
  - سورة الأنعام: ﴿وَمِنْهُمْ مَنْ يَسْتَمِعُ إِلَيْكَ وَجَعَلْنَا عَلَى قُلُوبِهِمْ أَكِنَّةً أَنْ يَفْقَهُوهُ وَفِي آذَانِهِمْ وَقْرًا وَإِنْ يَرَوْا كُلَّ آيَةٍ لَا يُؤْمِنُوا بِهَا حَتَّى إِذَا جَاءُوكَ يُجَادِلُونَكَ يَقُولُ الَّذِينَ كَفَرُوا إِنْ هَذَا إِلَّا أَسَاطِيرُ الْأَوَّلِينَ ۝٢٥﴾ [الأنعام:25].(5)
  - سورة الإسراء: ﴿وَجَعَلْنَا عَلَى قُلُوبِهِمْ أَكِنَّةً أَنْ يَفْقَهُوهُ وَفِي آذَانِهِمْ وَقْرًا وَإِذَا ذَكَرْتَ رَبَّكَ فِي الْقُرْآنِ وَحْدَهُ وَلَّوْا عَلَى أَدْبَارِهِمْ نُفُورًا ۝٤٦﴾ [الإسراء:46].(6)
  - سورة الكهف: ﴿وَمَنْ أَظْلَمُ مِمَّنْ ذُكِّرَ بِآيَاتِ رَبِّهِ فَأَعْرَضَ عَنْهَا وَنَسِيَ مَا قَدَّمَتْ يَدَاهُ إِنَّا جَعَلْنَا عَلَى قُلُوبِهِمْ أَكِنَّةً أَنْ يَفْقَهُوهُ وَفِي آذَانِهِمْ وَقْرًا وَإِنْ تَدْعُهُمْ إِلَى الْهُدَى فَلَنْ يَهْتَدُوا إِذًا أَبَدًا ۝٥٧﴾ [الكهف:57].(7)
  - سورة فصلت: ﴿وَقَالُوا قُلُوبُنَا فِي أَكِنَّةٍ مِمَّا تَدْعُونَا إِلَيْهِ وَفِي آذَانِنَا وَقْرٌ وَمِنْ بَيْنِنَا وَبَيْنِكَ حِجَابٌ فَاعْمَلْ إِنَّنَا عَامِلُونَ ۝٥﴾ [فصلت:5].(8)
- الطبع:
  - سورة التوبة: ﴿رَضُوا بِأَنْ يَكُونُوا مَعَ الْخَوَالِفِ وَطُبِعَ عَلَى قُلُوبِهِمْ فَهُمْ لَا يَفْقَهُونَ ۝٨٧﴾ [التوبة:87].(9)
  - سورة النحل: ﴿أُولَئِكَ الَّذِينَ طَبَعَ اللَّهُ عَلَى قُلُوبِهِمْ وَسَمْعِهِمْ وَأَبْصَارِهِمْ وَأُولَئِكَ هُمُ الْغَافِلُونَ ۝١٠٨﴾ [النحل:108].(10)
  - سورة الروم: ﴿كَذَلِكَ يَطْبَعُ اللَّهُ عَلَى قُلُوبِ الَّذِينَ لَا يَعْلَمُونَ ۝٥٩﴾ [الروم:59].(11)
- الختم:
  - سورة البقرة: ﴿خَتَمَ اللَّهُ عَلَى قُلُوبِهِمْ وَعَلَى سَمْعِهِمْ وَعَلَى أَبْصَارِهِمْ غِشَاوَةٌ وَلَهُمْ عَذَابٌ عَظِيمٌ ۝٧﴾ [البقرة:7].(12)
  - سورة الأنعام: ﴿قُلْ أَرَأَيْتُمْ إِنْ أَخَذَ اللَّهُ سَمْعَكُمْ وَأَبْصَارَكُمْ وَخَتَمَ عَلَى قُلُوبِكُمْ مَنْ إِلَهٌ غَيْرُ اللَّهِ يَأْتِيكُمْ بِهِ انْظُرْ كَيْفَ نُصَرِّفُ الْآيَاتِ ثُمَّ هُمْ يَصْدِفُونَ ۝٤٦﴾ [الأنعام:46].(13)
  - سورة الجاثية: ﴿أَفَرَأَيْتَ مَنِ اتَّخَذَ إِلَهَهُ هَوَاهُ وَأَضَلَّهُ اللَّهُ عَلَى عِلْمٍ وَخَتَمَ عَلَى سَمْعِهِ وَقَلْبِهِ وَجَعَلَ عَلَى بَصَرِهِ غِشَاوَةً فَمَنْ يَهْدِيهِ مِنْ بَعْدِ اللَّهِ أَفَلَا تَذَكَّرُونَ ۝٢٣﴾ [الجاثية:23].(14)
- القفل:
  - سورة محمد: ﴿أَفَلَا يَتَدَبَّرُونَ الْقُرْآنَ أَمْ عَلَى قُلُوبٍ أَقْفَالُهَا ۝٢٤﴾ [محمد:24].(15)
- الغطاء:
  - سورة الكهف: ﴿الَّذِينَ كَانَتْ أَعْيُنُهُمْ فِي غِطَاءٍ عَنْ ذِكْرِي وَكَانُوا لَا يَسْتَطِيعُونَ سَمْعًا ۝١٠١﴾ [الكهف:101].(16)
  - سورة ق: ﴿لَقَدْ كُنْتَ فِي غَفْلَةٍ مِنْ هَذَا فَكَشَفْنَا عَنْكَ غِطَاءَكَ فَبَصَرُكَ الْيَوْمَ حَدِيدٌ ۝٢٢﴾.(17)
- الحجاب:
  - سورة فصلت: ﴿وَقَالُوا قُلُوبُنَا فِي أَكِنَّةٍ مِمَّا تَدْعُونَا إِلَيْهِ وَفِي آذَانِنَا وَقْرٌ وَمِنْ بَيْنِنَا وَبَيْنِكَ حِجَابٌ فَاعْمَلْ إِنَّنَا عَامِلُونَ ۝٥﴾ [فصلت:5].(8)

## تعريف الران

### الران لغة
أوردت القواميس العربية تعريفات لمصطلح الران نصها:
1. الفعل الماضي: رَانَ، الفعل المضارع: يَرُونُ، المصدر: رَوْنٌ.
2. الرَّانُ: الصَّدَأُ يَعْلُو الشَّيْءَ الْجَلِيَّ كالحديد والمرآة ونحوهما.
3. رَانَ النَّهَارُ: اِشْتَدَّ حَرُّهُ.
4. رَانَ الأَمْرُ: اِشْتَدَّتْ وَطْأَتُهُ.
5. رَانَ الرَّجُلُ: اِشْتَدَّ حُزْنُهُ وَهَمُّهُ.
6. الرَّيْنُ: غِطَاءٌ يَسْتُرُ الشَّيْ‌ءَ وَيَغْشَى عَلَيْهِ.»

### الران شرعا
قال ابن قيم الجوزية  في تعريف ران القلب:
| ران (تصوف)                                                          | الرَّانُ هُوَ الْحِجَابُ الْكَثِيفُ الْمَانِعُ لِلْقَلْبِ مِنْ رُؤْيَةِ الْحَقِّ وَالاِنْقِيَادِ لَهُ | ران (تصوف) |
| — ابن قيم الجوزية ، مدارج السالكين بين منازل إياك نعبد وإياك نستعين |                                                               |            |

## أسباب الران
أوضح القرآن الكريم والسنة النبوية بأن الذنوب والمعاصي والغفلات والسيئات هي أسباب نشوء طبقة الران في القلب.
روي عن أبي هريرة  في الترغيب والترهيب: 
| ران (تصوف) | إِنَّ الْمُؤْمِنَ إِذَا أَذْنَبَ ذَنْبًا، كَانَتْ نُكْتَةٌ سَوْدَاءُ فِي قَلْبِهِ، فَإِنْ تَابَ، وَنَزَعَ، وَاسْتَغْفَرَ، صَقَلَ مِنْهَا، وَإِنْ زَادَ زَادَتْ، حَتَّى يُغَلَّفَ بِهَا قَلْبُهُ، فَذَلِكَ الرَّانُ الَّذِي ذَكَرَ اللَّهُ فِي كِتَابِهِ: كَلَّا بَلْ رَانَ عَلَى قُلُوبِهِمْ، حديث صحيح | ران (تصوف) |

فكثرةُ الذُّنوبِ تُقسِّي القلبَ، والمعاصي لا تَزالُ تدَعُ في القَلبِ نُكَتًا سَوداءَ حتَّى يتَحوَّلَ القلبُ مِن كَثرةِ الذُّنوبِ والمعاصي إلى السَّوادِ الخالِصِ، ويَعلوه الرَّانُ.

## علاج الران
بينت السنة النبوية بأن علاج طبقة الران التي تكسو القلب بسبب الذنوب يمر عبر فهم طبيعة المرض أولا، وقد وصف رسول الله ﷺ هذا الران على أنه مماثل للصدأ الذي يصيب الحديد المبلل بالماء، وذلك في الحديث النبوي الذي نصه:
روي عن عبد الله بن عمر بن الخطاب  في سنن البيهقي: 
| ران (تصوف) | إِنَّ هَذِهِ الْقُلُوبَ تَصْدَأُ كَمَا يَصْدَأُ الْحَدِيدُ إِذَا أَصَابَهُ الْمَاءُ، قِيلَ: يَا رَسُولَ اللَّهِ، وَمَا جَلاَؤُهَا؟! قَالَ: كَثْرَةُ ذِكْرِ الْمَوْتِ، وَتِلاَوَةُ الْقُرْآنِ | ران (تصوف) |

ثم وجه الرسول ﷺ إلى علاج القلب المريض بالران، بواسطة دواءين ناجعَيْنِ هما تذكر مفارقة الدنيا بالموت، وتلاوة القرآن الذي هو شفاء للقلوب التي في الصدور.
فتشخيص القلب المريض هو المرحلة الأولى من العلاج، ثم معرفة الهدف من التطبيب للوصول إلى القلب السليم هي المرحلة الموالية للتشخيص.

### القلب المريض
وردت عبارة "القلب المريض"، الذي هو منطلق علاج ما في الصدور من طبقة الران العازلة، العديد من المرات في القرآن الكريم، منها:
- سورة البقرة: ﴿فِي قُلُوبِهِمْ مَرَضٌ فَزَادَهُمُ اللَّهُ مَرَضًا وَلَهُمْ عَذَابٌ أَلِيمٌ بِمَا كَانُوا يَكْذِبُونَ ۝١٠﴾ [البقرة:10]
- سورة الحج: ﴿لِيَجْعَلَ مَا يُلْقِي الشَّيْطَانُ فِتْنَةً لِلَّذِينَ فِي قُلُوبِهِمْ مَرَضٌ وَالْقَاسِيَةِ قُلُوبُهُمْ وَإِنَّ الظَّالِمِينَ لَفِي شِقَاقٍ بَعِيدٍ ۝٥٣﴾ [الحج:53]
- سورة النور: ﴿أَفِي قُلُوبِهِمْ مَرَضٌ أَمِ ارْتَابُوا أَمْ يَخَافُونَ أَنْ يَحِيفَ اللَّهُ عَلَيْهِمْ وَرَسُولُهُ بَلْ أُولَئِكَ هُمُ الظَّالِمُونَ ۝٥٠﴾ [النور:50]
- سورة الأحزاب: ﴿وَإِذْ يَقُولُ الْمُنَافِقُونَ وَالَّذِينَ فِي قُلُوبِهِمْ مَرَضٌ مَا وَعَدَنَا اللَّهُ وَرَسُولُهُ إِلَّا غُرُورًا ۝١٢﴾ [الأحزاب:12]
- سورة محمد: ﴿أَمْ حَسِبَ الَّذِينَ فِي قُلُوبِهِمْ مَرَضٌ أَنْ لَنْ يُخْرِجَ اللَّهُ أَضْغَانَهُمْ ۝٢٩﴾ [محمد:29]

وإن تدبر واستقصاء الآيات القرآنية التي تُعنى بمرض القلب تبين أن أعراض هذا الداء العضال المتأتي من غلاف الران هي:
- تكذيب الحق.[19]
- التلون والخداع والمسارعة إلى الخيانة.[20]
- ضعف التوكل على الله  والجبن والخور.[21]
- عدم الانتفاع بالآيات والمواعظ والنصائح والرقائق والحجج.[22]
- سرعة الافتتان وغلبة الشقاق.[23]
- القلق والشك والريبة والظن والتوجس وضعف اليقين.[24]
- سرعة النكث والنقض والانقلاب على العقب.[25]
- الإرجاف ونشر وبث الإشاعات وأنباء الفاسقين.[26]
- إيثار السلامة الفردية على بطولة المواقف الشريفة.[27]
- كره الناس وإضمار البغض والضغينة لهم.[28]
- ضعف الإدراك والفهم والفقه في دين الله  وأمور الآخرة.[29]

### القلب السليم
وردت عبارة "القلب السليم"، الذي هو غاية علاج القلب المريض من الران، مرتين اثنتين في القرآن الكريم هما:
- سورة الشعراء: ﴿يَوْمَ لَا يَنْفَعُ مَالٌ وَلَا بَنُونَ ۝٨٨ إِلَّا مَنْ أَتَى اللَّهَ بِقَلْبٍ سَلِيمٍ ۝٨٩﴾ [الشعراء:88–89]
- سورة الصافات: ﴿وَإِنَّ مِنْ شِيعَتِهِ لَإِبْرَاهِيمَ ۝٨٣ إِذْ جَاءَ رَبَّهُ بِقَلْبٍ سَلِيمٍ ۝٨٤﴾ [الصافات:83–84]

فبينت آيات سورة الشعراء بأن نجاة الإنسان يوم القيامة من العذاب مقتضاه حيازته على "قلب سليم"، ثم بينت آيات سورة الصافات بأن القدوة المُتَّبعة في موضوع القلب السليم هي النبي إبراهيم .
فلم يترك القرآن الكريم التالين له من المسلمين في حيرة من أمرهم في تتبعهم لمنهاج علاج قلوبهم من مرض الران للوصول إلى قلوب سليمة تُنجي أصحابها من عذاب يوم القيامة، بل أعطاهم نموذجا طاهرا كاملا مستقيما له قلب سليم، ألا وهو النبي الرسول إبراهيم  الذي استفاضت الآيات القرآنية في سرد قصته وسيرته وخصائصه الإيمانية والأخلاقية والسلوكية.
- سورة الممتحنة: ﴿قَدْ كَانَتْ لَكُمْ أُسْوَةٌ حَسَنَةٌ فِي إِبْرَاهِيمَ وَالَّذِينَ مَعَهُ إِذْ قَالُوا لِقَوْمِهِمْ إِنَّا بُرَآءُ مِنْكُمْ وَمِمَّا تَعْبُدُونَ مِنْ دُونِ اللَّهِ كَفَرْنَا بِكُمْ وَبَدَا بَيْنَنَا وَبَيْنَكُمُ الْعَدَاوَةُ وَالْبَغْضَاءُ أَبَدًا حَتَّى تُؤْمِنُوا بِاللَّهِ وَحْدَهُ إِلَّا قَوْلَ إِبْرَاهِيمَ لِأَبِيهِ لَأَسْتَغْفِرَنَّ لَكَ وَمَا أَمْلِكُ لَكَ مِنَ اللَّهِ مِنْ شَيْءٍ رَبَّنَا عَلَيْكَ تَوَكَّلْنَا وَإِلَيْكَ أَنَبْنَا وَإِلَيْكَ الْمَصِيرُ ۝٤﴾

وتبين آيات سورة الممتحنة بأن سيدنا إبراهيم  والذين آمنوا معه  واجبٌ على المسلمين اتخاذهم أسوة وقدوة في علاج مرض القلب بالران للوصول إلى وضعية العافية والصحة المسماة بالقلب السليم.
- سورة الأحزاب: ﴿لَقَدْ كَانَ لَكُمْ فِي رَسُولِ اللَّهِ أُسْوَةٌ حَسَنَةٌ لِمَنْ كَانَ يَرْجُو اللَّهَ وَالْيَوْمَ الْآخِرَ وَذَكَرَ اللَّهَ كَثِيرًا ۝٢١﴾

ثم جاءت آية سورة الأحزاب لتذكر المؤمنين بالرحمة المهداة التي وهبهم الله  أنوارها، وهو الرسول محمد ﷺ، فصار التأسي والاقتداء به واجبا للانتقال من مرض القلب إلى سلامته لمن كان يرجو لقاء الله  ورؤية وجهه الكريم، والنجاة من عذاب يوم القيامة، ولا يكون ذلك بالمداومة على الأذكار والدعوات والأوراد.

## استفحال الران
إذا لم يبادر المسلم إلى علاج الران الذي يتراكم على قلبه بسبب ذنوبه، فإن عاقبة هذا التفريط والتراخي والغفلة يكون وخيما كما بينه رسول الله ﷺ في الحديث النبوي الذي يرويه حذيفة بن اليمان ، والذي نصه:
روي عن حذيفة بن اليمان  في صحيح مسلم: 
| ران (تصوف) | تُعْرَضُ الفِتَنُ علَى القُلُوبِ كالْحَصِيرِ عُودًا عُودًا، فأيُّ قَلْبٍ أُشْرِبَها، نُكِتَ فيه نُكْتَةٌ سَوْداءُ، وأَيُّ قَلْبٍ أنْكَرَها، نُكِتَ فيه نُكْتَةٌ بَيْضاءُ، حتَّى تَصِيرَ علَى قَلْبَيْنِ، علَى أبْيَضَ مِثْلِ الصَّفا فلا تَضُرُّهُ فِتْنَةٌ ما دامَتِ السَّمَواتُ والأرْضُ، والآخَرُ أسْوَدُ مُرْبادًّا كالْكُوزِ، مُجَخِّيًا لاَ يَعْرِفُ مَعْرُوفًا، وَلاَ يُنْكِرُ مُنْكَرًا، إِلاَّ مَا أُشْرِبَ مِنْ هَوَاهُ، حديث صحيح | ران (تصوف) |

فحينما يتمكن الران من القلب فإنه يمنع المسلم من التفريق بين الحق والباطل، وبين المعروف والمنكر، فتنقلب المفاهيم لديه، ويرفض بذلك الهدى ويُعرض عن التوبة والتذكير والموعظة.

## أشكال الران
إن من بديع وإعجاز الآيات القرآنية أن الران الذي يعلو ويكسو ويصيب قلب المسلم العاصي له عدة أوصاف ونعوت بليغة تدل على طبيعة وتطور المرض القلبي.

### بداية الران
فمصيبة القلب حينما تتوالى المعاصي عليه، وإذا به يتلوث سطحه شيئاً فشيئاً حتى يغلفه السواد، وبعض النكت السوداء قد يمحى وبعضها يبقى أثره إلى يوم القيامة، ومما يبقى اليمين الكاذبة التي تقتطع حق امرئ مسلم بغير حق، ومنها أيضاً من انساق في الفتن حين تُعرض ولم ينكرها، وكلما زادت الآثام زاد الران حتى يغطي السواد القلب كله فيحجب عن الله .
قال مجاهد بن جبر  في خطورة ران القلب:
| ران (تصوف)     | هُوَ الذَّنْبُ عَلَى الذَّنْبِ حَتَّى تُحِيطَ الذُّنُوبُ بِالْقَلْبِ وَتَغْشَاهُ فَيَمُوتُ الْقَلْبُ | ران (تصوف) |
| — مجاهد بن جبر |                                                              |            |

### الطبع
حينما يصر القلب على اتباع الهوى فإن معاصيه تأسره وتؤدي به إلى الطبع، وهو ثاني المصائب بعد بداية الران، ويطبع الله  على قلب العبد إذا أصر على المعصية أو تهاون بأداء الطاعة، كما قال رَسُولَ اللَّهِ :
روي عن أبي الجعد الضمري  في الترغيب والترهيب: 
| ران (تصوف) | مَنْ تَرَكَ ثَلَاثَ جُمَعٍ تَهَاوُنًا بِهَا: طَبَعَ اللَّهُ عَلَى قَلْبِهِ، حديث صحيح | ران (تصوف) |

فيصير مهملا لصلاة الجمعة بعد ذلك وينشغل عنها فاقداً الشعور بأهميتها وفائدتها، والطابع أشد من الران، وفي ذلك قال رسول الله ﷺ لمعاذ بن جبل :
روي عن معاذ بن جبل  في سنن البيهقي: 
| ران (تصوف) | اسْتَعِيذُوا بِاللَّهِ مِنْ طَمَعٍ يَهْدِي إِلَى طَبْعٍ | ران (تصوف) |

فالطابع يطبعه الله  على قلب كل متكبر جبار، وظلوم كفار، ومجتريء على حرمات الله بالمعاصي كفراً وجهارا، وإنكارا لوجود الله وإصرارا، قال الرسول محمد ﷺ:
روي عن عبد الله بن عمر بن الخطاب  في سنن البيهقي: 
| ران (تصوف) | الطَّابَعُ مُعَلَّقٌ بِقَائِمَةِ عَرْشِ اللَّهِ، فَإِذَا انْتُهِكَتِ الْحُرْمَةُ، وَعُمِلَ بِالْمَعَاصِي، وَاجْتُرِئَ عَلَى الرَّبِّ، بَعَثَ اللَّهُ الطَّابَعَ، فَيَطَبْعَ عَلَى قَلْبِهِ، فَلَا يَعْقِلُ بَعْدَ ذَلِكَ شَيْئًا | ران (تصوف) |

وإذا طبع على قلب العبد ضاق بالإيمان ذرعا، وود لو لم يسمع الموعظة، فتراه على عكس ما تتوقع منه يضيق بمجالسة الصالحين ويرتاح إلى العاصين ويتغنى بحجج الكافرين، إذ انشرح صدره للكفر.
وممن يطبع الله على قلوبهم، الذين عهد الله إليهم بأمانة الدين فضلوا وأضلوا، ويطبع الله تعالى كذلك على قلب الذي يكفر بعد الإيمان، فقد سنحت له من الدهر فرصة ثمينة فنبذها وارتد عن الغالي إلى الرخيص.
وإذا كان الران قابلاً للإزالة بالتوبة وباجتناب المعاصي، فإن الطابع صار أصعب زوالاً لأن صاحبه غاب عن الوعي وانساق في الضلال واستحب العمى على النور.
قال حذيفة بن اليمان :
| ران (تصوف)        | القلب بمنزلة الكف، فإذا أذنب ينقبض، ثم يذنب فينقبض حتى يجتمع، فإذا اجتمع طبع عليه، فإذا سمع خيرا دخل في أذنيه حتى يأتي القلب فلا يجد منه مدخلا | ران (تصوف) |
| — حذيفة بن اليمان | |            |

### الختم
فإذا ما انجرف العبد في الموبقات وتمادى بارتكاب المعاصي واجترأ على الخالق القهار، فيصير لا ينافق مرة بل ماردا على النفاق ومعتادا عليه، فيبلغ بذلك المصيبة الأكبر وهي الختم، فيختم الله على قلبه وعلى سمعه وبصره، بحيث يؤول إلى سوء المصير ويكتب على نفسه عذاب السعير.
وإذا ما صار القلب مختوما فلن يهتدي بعد ذلك أبدا، إلا أن يشاء الله  غير ذلك من الاجتباء والعفو والتوبة على عبده.

### القفل
وآخر الختم على القلب يكون بالقفل الذي من معانيه في اللغة الإغلاق وما لا يرجى منه خير، وكأن العاصي كتب نهايته على نفسه بنفسه، فصارت بينه وبين الهدى عداوة ونفور.
قال مجاهد بن جبر  في قفل القلب:
| ران (تصوف)     | الرَّانُ أَيْسَرُ مِنَ الطَّبْعِ، وَالطَّبْعُ أَيْسَرُ مِنَ الأَقْفَالِ، وَالأَقْفَالُ أَشَدُّ ذَلِكَ | ران (تصوف) |
| — مجاهد بن جبر |                                                               |            |

فتتوقف بوادر الإيمان وتنقطع آمال الهدى على هذا القلب المقفول ولا ينفع بعد ذلك كلام ولا علم ولا عمل، ولا يتبقى للعبد إلا رحمة تنزل عليه من الله  تفضلاً ونعمةً.

## أوعية الران
يتشكل الران على شكل أوعية وأغشية تعلو وتكسو قلب المسلم العاصي على حسب سمكها وعزلها وقسوتها، منها:

### الحائل
الحائل هو غشاء الران الذي ذكرته الآية الرابعة والعشرون من سورة الأنفال في كونه يفصل بين إرادة الإنسان وأعماله، وفي ذلك قال سعيد بن جبير  في حائل القلب المريض بالران:
| ران (تصوف)     | (يَحُولُ بَيْنَ الْمَرْءِ وَقَلْبِهِ)، قال: (يَحُولُ) بَيْنَ الْكَافِرِ أَنْ يُؤْمِنَ، وَبَيْنَ الْمُؤْمِنِ أَنْ يَكْفُرَ | ران (تصوف) |
| — سعيد بن جبير |                                                                             |            |

فالعاصي الذي تَشَرَّبَ الشر والسوء يُحَالُ بينه وبين التوبة والأوبة والعودة إلى الله  بسبب تمرده على الحق والآيات والحجج والبراهين حينما كان في فسحة وسعة وقوة من أمره.

### الغلاف
الغلاف هو وعاء الران الذي ذكرته الآية الثامنة والثمانون من سورة البقرة، والذي يحيط بالقلب المريض ويجعله يدعي الحكمة والعلم، ويرفض ما يأتيه من النصح والموعظة، فيكتفي بما يظنه حقا ولا يحتاج إلى ما لدى غيره من حجج وبراهين.
فيجعل هذا الغلاف قلوب المعتلين لا تفقه، ولا تفهم ما تقول، فتكسوها غشاوة كالأوعية، فلا تعي ولا تفقه، لأنها ليست قلوبا محلا للعلم والحكمة بل مطبوع عليها.
ويكون هذا الغشاء عائقا للآثم كي يفهم ما جاء به الرسول ﷺ ويعرفه، وسبب هذا الغلاف هو الذنوب التي اختارها العاصون لأنفسهم وآثروها على الإيمان والطاعة، فعاقبهم الله  على ذلك بالطبع واللعنة والختم عليها.

### الكِنان
والكِنَانُ (جمعه: أَكِنَّةٌ) هو الكيس الفضفاض الذي توضع فيه السهام والنبال، فيُحْكِم القبضة عليها ولا تستطيع الخروج منه، فيحتبس بذلك ما في القلب من الخروج، ولا يستطيع ما هو خارجه من الدخول إليه.
قال مجاهد بن جبر  في كِنَانِ القلب المريض بالران:
| ران (تصوف)     | (قُلُوبُنَا فِي أَكِنَّةٍ)، قال: عَلَيْهَا أَغْطِيَةٌ كَالْجَعْبَةِ لِلنَّبْلِ | ران (تصوف) |
| — مجاهد بن جبر |                                                  |            |

### الغطاء
غطاء القلب المريض هو وعاء من الران يحيط بالقلب، ويمتد تأثيره إلى الحواس والجوارح، فيصده ويمنعه عن الانتفاع بالذكر وآيات الله وأدلة التوحيد وعجائب القدرة الإلهية، فلا يستطيع القلب المعتل فهم القرآن وتدبره والاهتداء به.
وهو مرحلة ومنزلة من غشاء الران تجعل العاصي لا ينظر إلى دلائل الله ، ولا يطيق أن يسمع كلام الله ، كأن به صمم.

### الحجاب
حجاب القلب المريض بالران هو وعاء وغشاء يحول بين المريض وبين فهم آيات الرحمن وتدبرها والإيمان بها، فيمنع هذا الحجاب رؤية الحق وفهمه وسماعه.
فيصير بين القلب المحجوب وبين نور الحق ساتر، فلا يجتمعان لاختلاف القلب المريض عن صحة وصواب أمور الدين.

## وصلات خارجية
- "الران على القلب": الشيخ محمد حسين يعقوب في جويلية 2012م على يوتيوب.
- "علاج ران القلب": الشيخ محمد حسين يعقوب في جويلية 2012م على يوتيوب.
- "ران القلب": الشيخ محمد الكردي في جانفي 2019م على يوتيوب.
- "دواء القلب حين يمرض": الدكتور عمر عبد الكافي في فيفري 2013م على يوتيوب.
- "كلا بل ران على قلوبهم ما كانوا يكسبون": الشيخ محمد بن عبد العزيز الشمالي في مارس 2017م على يوتيوب.

## هوامش
- 1 سورة المطففين، الآية: 14.
- 2 سورة الأنفال، الآية: 24.
- 3 سورة البقرة، الآية: 88.
- 4 سورة النساء، الآية: 15.
- 5 سورة الأنعام، الآية: 25.
- 6 سورة الإسراء، الآية: 46.
- 7 سورة الكهف، الآية: 57.
- 8 سورة فصلت، الآية: 5.
- 9 سورة التوبة، الآية: 87.
- 10 سورة النحل، الآية: 108.
- 11 سورة الروم، الآية: 59.
- 12 سورة البقرة، الآية: 7.
- 13 سورة الأنعام، الآية: 46.
- 14 سورة الجاثية، الآية: 23.
- 15 سورة محمد، الآية: 24.
- 16 سورة الكهف، الآية: 101.
- 17 سورة ق، الآية: 22.